# Zimowa Uniwersjada 2011
25. Zimowa Uniwersjada – zawody sportowe, które odbyły się od 27 stycznia do 6 lutego 2011 w tureckiej miejscowości Erzurum.
Gospodarza imprezy wybrano w Turynie w roku 2007. Rywalem Turcji był słoweński Maribor – zdecydowano jednak, że miasto to ugości uniwersjadę w roku 2013.
W Erzurum w 2011 roku wystartowali zawodnicy z 57 krajów. Rywalizowali oni w 65 konkurencjach w 11 dyscyplinach (początkowo planowane było 67 konkurencji, jednak odwołano rywalizacje w Slope Style w snowboardzie). W porównaniu z zawodami z 2009 roku zabrakło na nich łyżwiarstwa szybkiego.
W klasyfikacji medalowej zwyciężyła reprezentacja Rosji, która zdobyła 40 medali w tym (15 złotych, 14 srebrnych i 11 brązowych). Miejsca na podium uzupełniły jeszcze reprezentacje Korei Południowej i Ukrainy.

## Dyscypliny
| - Biathlon (9) - Biegi narciarskie (11) - Curling (2) - Hokej na lodzie (2) | - Kombinacja norweska (3) - Łyżwiarstwo figurowe (5) - Narciarstwo alpejskie (8) - Narciarstwo dowolne (6) | - Short track (8) - Skoki narciarskie (4) - Snowboard (8) |

## Obiekty

### Obiekty sportowe

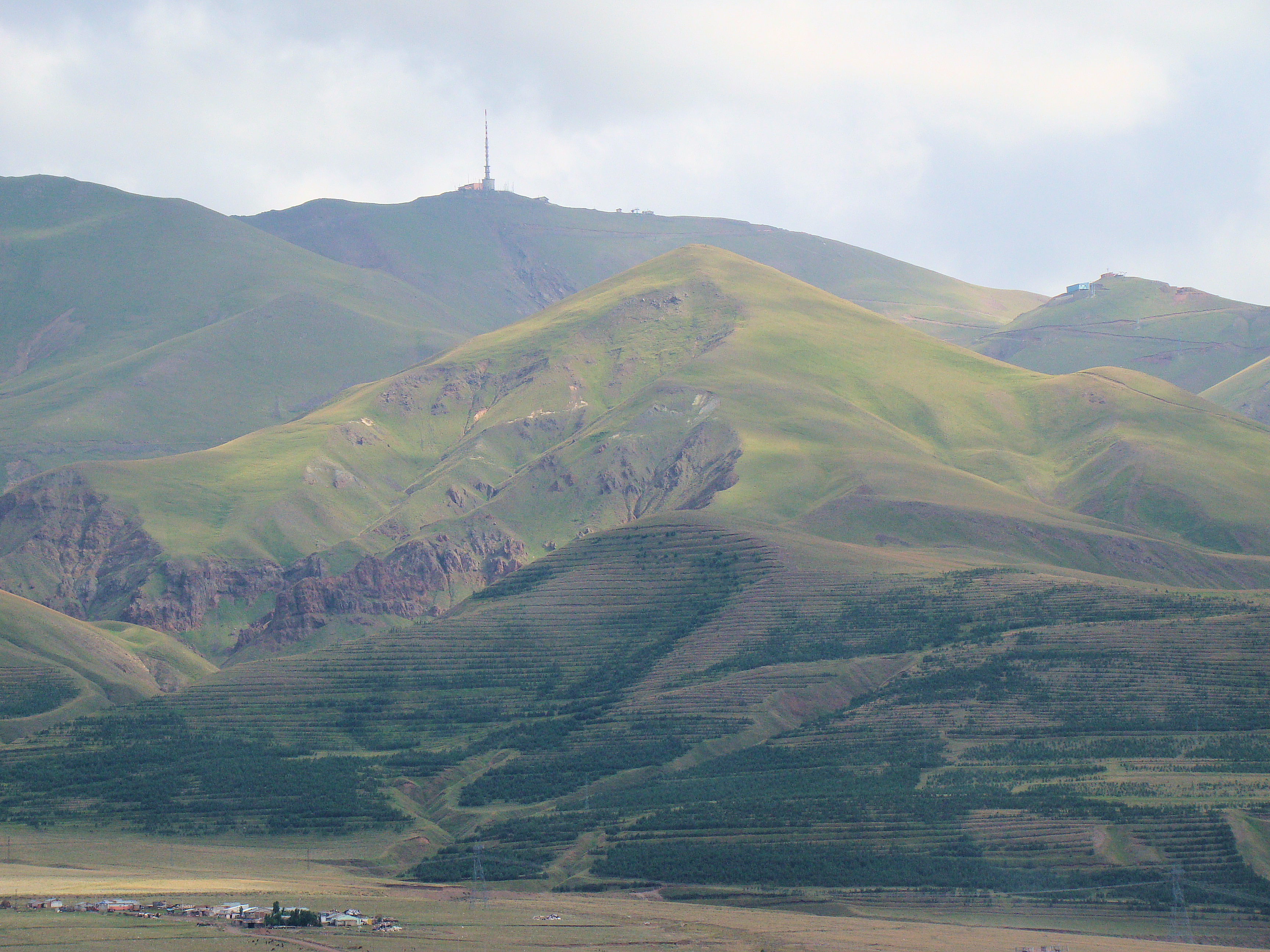
Palandöken

| Obiekt                             | Położenie  | Rozgrywane dyscypliny             | Pojemność | Źródło |
| ---------------------------------- | ---------- | --------------------------------- | --------- | ------ |
| Kiremitliktepe                     | Erzurum    | Skoki narciarskie                 | b.d.      | [ 3 ]  |
| Yenişehir Convertible Rink         | Erzurum    | Curling                           | 1,000     | [ 3 ]  |
| 3000 Ice Rink                      | Erzurum    | Hokej na lodzie                   | 3,000     | [ 3 ]  |
| 500 Ice Rink                       | Erzurum    | Hokej na lodzie                   | 500       | [ 3 ]  |
| Atatürk Üniversitesi               | Erzurum    | Short track, Łyżwiarstwo figurowe | 2,000     | [ 3 ]  |
| Konakli Alp Disiplini Kayak Tesisi | Konakli    | Narciarstwo alpejskie             | ok. 1,000 | [ 3 ]  |
| Palandöken Ski Resort              | Palandöken | Narciarstwo dowolne, Snowboard    | b.d.      | [ 3 ]  |
| Kandilli Ski Resort                | Kandilli   | Biegi narciarskie, Biathlon       | 1,500     | [ 3 ]  |

### Pozostałe obiekty
| Obiekt                       | Położenie | Przeznaczenie                               | Pojemność |
| ---------------------------- | --------- | ------------------------------------------- | --------- |
| Erzurum Cemal Gürsel Stadium | Erzurum   | Ceremonia otwarcia i zamknięcia uniwersjady | 21,900    |
| Erzurum Atatürk University   | Erzurum   | Wioska zawodnicza                           |           |

## Terminarz zawodów
| ● | Ceremonia otwarcia |  | Eliminacje | ● | Zawody finałowe |  | Pokaz mistrzów | ● | Ceremonia zamknięcia |

| Styczeń/Luty          | Styczeń/Luty          | 27 Czw | 28 Pt | 29 Sob | 30 Nd   | 31 Pon | 1 Wt | 2 Śr | 3 Czw | 4 Pt | 5 Sob | 6 Nd |    |
| --------------------- | --------------------- | ------ | ----- | ------ | ------- | ------ | ---- | ---- | ----- | ---- | ----- | ---- | -- |
| Ceremonie             | Ceremonie             | ●      |       |        |         |        |      |      |       |      |       | ●    |    |
| Biathlon              | Biathlon              |        |       | ● ●    |         |        | ● ●  | ● ●  |       | ●    | ● ●   |      | 9  |
| Biegi narciarskie     | Biegi narciarskie     |        | ● ●   | ● ●    |         | ● ●    |      | ● ●  | ●     |      | ● ●   |      | 11 |
| Curling               | Curling               |        |       |        |         |        |      |      |       |      | ● ●   |      | 2  |
| Hokej na lodzie       | Hokej na lodzie       |        |       |        |         |        |      |      |       |      | ●     | ●    | 2  |
| Kombinacja norweska   | Kombinacja norweska   |        | ●     |        | ●       |        | ●    |      |       |      |       |      | 3  |
| Łyżwiarstwo figurowe  | Łyżwiarstwo figurowe  |        |       |        |         |        |      | ● ●  | ●     | ● ●  |       |      | 5  |
| Narciarstwo alpejskie | Narciarstwo alpejskie |        |       | ●      | ●       | ●      | ●    |      | ●     | ●    | ●     | ●    | 8  |
| Narciarstwo dowolne   | Narciarstwo dowolne   |        | ● ●   |        |         |        |      |      |       |      | ● ●   |      | 4  |
| Short track           | Short track           |        | ● ●   | ● ●    | ● ● ● ● |        |      |      |       |      |       |      | 8  |
| Skoki narciarskie     | Skoki narciarskie     |        | ●     | ●      |         | ●      |      |      | ●     |      |       |      | 4  |
| Snowboard             | Snowboard             |        |       |        | ● ●     |        | ● ●  |      |       | ● ●  |       | ● ●  | 8  |
| Złote medale          | Złote medale          |        | 8     | 8      | 8       | 4      | 6    | 6    | 4     | 6    | 10    | 4    | 66 |

## Reprezentacje uczestniczące w XXV Zimowej Uniwersjadzie

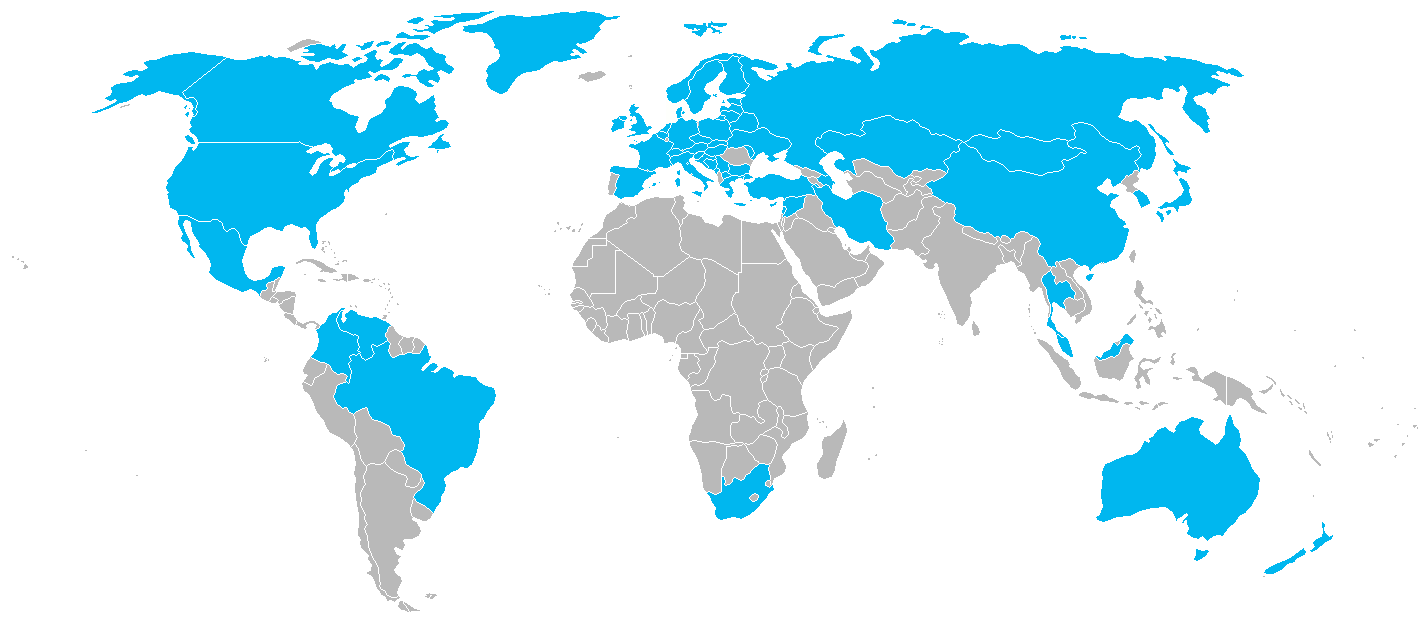
Państwa uczestniczące w Zimowej Uniwersjadzie 2011

Na zimowej uniwersjadzie w 2011 roku wystąpiło 58 państw. To rekordowa ilość reprezentacji – wcześniejszy rekord należał do uniwersjady w Innsbrucku w 2005 roku (50 państw). W sumie w imprezie wystartowało 1880 zawodników. Najliczniej reprezentowanym kontynentem była Europa (35 państw), a najmniej Afryka (1 państwo). Najwięcej sportowców przyjechało do Erzurum z Rosji (176 zawodników).
| - Australia (11) - Austria (26) - Azerbejdżan (1) - Białoruś (57) - Belgia (6) - Bośnia i Hercegowina (1) - Brazylia (4) - Bułgaria (21) - Chiny (76) - Chińskie Tajpej (1) - Chorwacja (4) - Czarnogóra (1) - Czechy (81) - Dania (1) - Estonia (16) | - Finlandia (88) - Francja (58) - Grecja (7) - Hiszpania (40) - Holandia (14) - Iran (13) - Irlandia (7) - Japonia (97) - Kanada (102) - Kazachstan (39) - Kolumbia - Korea Południowa (91) - Liban (6) - Litwa (8) - Łotwa (4) | - Macedonia Północna (2) - Malezja (1) - Meksyk (1) - Mołdawia - Monako (1) - Mongolia (15) - Nepal - Niemcy (30) - Nowa Zelandia (18) - Norwegia (8) - Polska (53) - Południowa Afryka (2) - Rosja (176) - San Marino | - Serbia (15) - Słowacja (61) - Słowenia (56) - Stany Zjednoczone (81) - Szwajcaria (48) - Szwecja (59) - Tajlandia - Turcja (158) - Ukraina (78) - Wenezuela - Węgry (26) - Wielka Brytania (49) - Włochy (49) |

## Tabela medalowa
| Rk    | Kraj              | Złoto | Srebro | Brąz | Razem |
| 1.    | Rosja             | 15    | 14     | 11   | 40    |
| 2.    | Korea Południowa  | 7     | 3      | 5    | 15    |
| 3.    | Ukraina           | 6     | 5      | 4    | 15    |
| 4.    | Słowacja          | 5     | 2      | 3    | 10    |
| 5.    | Stany Zjednoczone | 5     | 2      | 0    | 7     |
| 6.    | Francja           | 4     | 4      | 5    | 13    |
| 7.    | Japonia           | 4     | 3      | 3    | 10    |
| 8.    | Chiny             | 3     | 3      | 4    | 10    |
| 9.    | Niemcy            | 3     | 3      | 1    | 7     |
| 10.   | Czechy            | 2     | 2      | 3    | 7     |
| 11.   | Słowenia          | 2     | 1      | 3    | 6     |
| 12.   | Szwajcaria        | 2     | 1      | 2    | 5     |
| 13.   | Austria           | 2     | 1      | 1    | 4     |
| 14.   | Kanada            | 1     | 3      | 2    | 6     |
| 15.   | Włochy            | 1     | 2      | 4    | 7     |
| 16.   | Finlandia         | 1     | 2      | 0    | 3     |
| 17.   | Kazachstan        | 1     | 0      | 5    | 6     |
| 18.   | Wielka Brytania   | 1     | 0      | 0    | 1     |
| 19.   | Polska            | 0     | 6      | 2    | 8     |
| 20.   | Szwecja           | 0     | 2      | 3    | 5     |
| 21.   | Bułgaria          | 0     | 2      | 2    | 4     |
| 22.   | Białoruś          | 0     | 2      | 1    | 3     |
| 23.   | Turcja            | 0     | 1      | 0    | 1     |
| 23.   | Hiszpania         | 0     | 1      | 0    | 1     |
| 25.   | Węgry             | 0     | 0      | 1    | 1     |
| Razem | Razem             | 63    | 63     | 63   | 189   |

## Maskotka zawodów
Oficjalną maskotką Zimowej Uniwersjady w 2011 roku był dwugłowy sokół o imieniu Kanka.